# Final Fantasy Collection
Final Fantasy Collection è una raccolta di videogiochi uscita solo in Giappone, contenente Final Fantasy IV, Final Fantasy V e Final Fantasy VI.